# Ličanka
Ličanka je hrvatska rijeka ponornica.

## Opis
Duga je 20,4 km. Izvire ispod Rogozna i Petehovca u Gorskom kotaru i u svome gornjem toku protječe kroz Fužine te ponire na Ličkome polju kod Liča. Pod imenom Dubračina ponovno izbija u Vinodolu kod Malog Dola i u Crikvenici utječe u Jadransko more. Izgradnjom brane, za potrebe HE Vinodol u mjestu Tribalj, 1952. kod Fužina nastaje umjetno jezero Bajer, koje Fužinama daje ulogu značajnog turističkog i ribičkog odredišta Primorsko-goranske županije.